# Wystawa sztuki zdegenerowanej

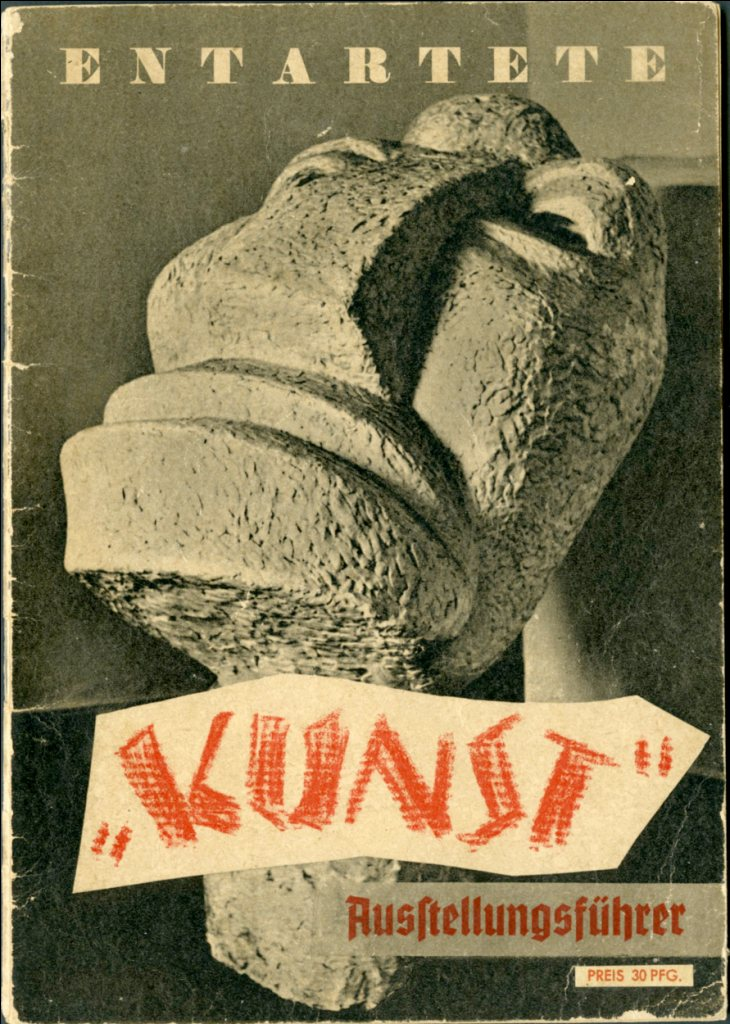
Okładka katalogu wystawy z rzeźbą Der Neue Mensch autorstwa Ottona Freundlicha

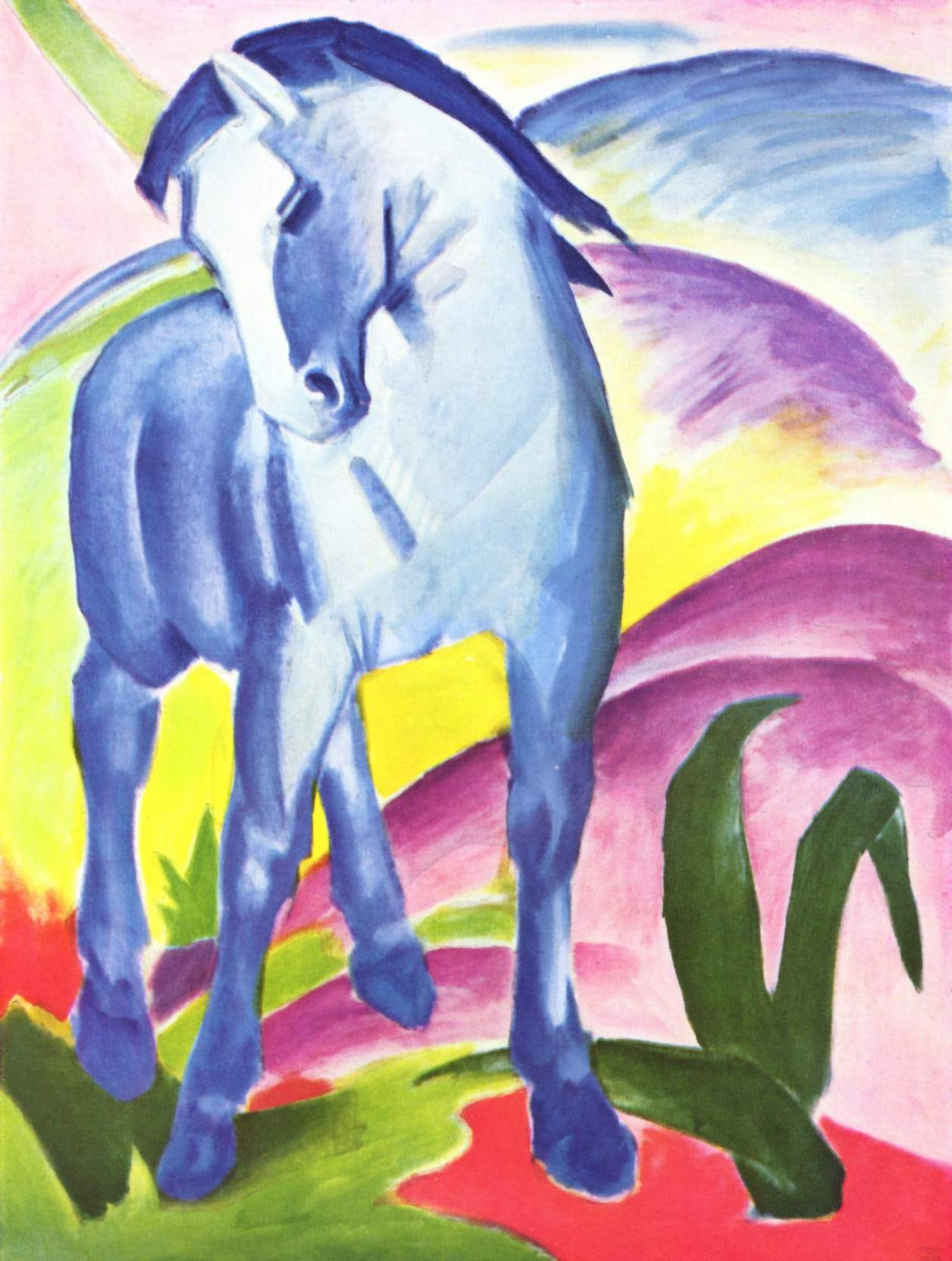
Obraz Niebieski koń I autorstwa Franza Marca

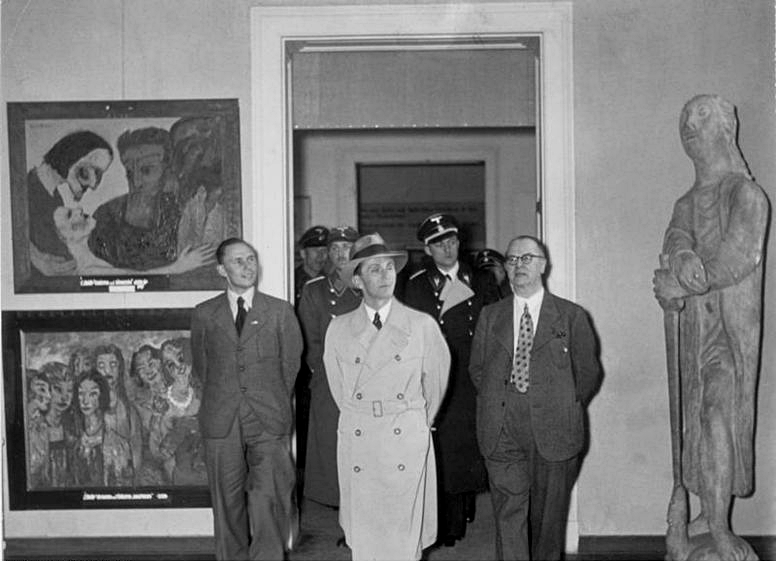
Joseph Goebbels na wystawie sztuki zdegenerowanej

Wystawa sztuki zdegenerowanej (niem. Die Ausstellung „Entartete Kunst”) – wystawa zorganizowana przez Adolfa Zieglera i NSDAP w Monachium 19 lipca 1937 roku, prezentująca 650 dzieł skonfiskowanych w niemieckich muzeach. Celem wystawy była dyskredytacja niektórych kierunków sztuki awangardowej oraz artystów powiązanych ze środowiskami lewicowymi i żydowskimi.

## Pojęcie sztuki zdegenerowanej
Do „sztuki zdegenerowanej” w nazistowskich Niemczech zasadniczo zaliczano: kubizm, dadaizm, prymitywizm, postimpresjonizm, fowizm, ponadto niektóre nurty surrealizmu, ekspresjonizmu, abstrakcjonizmu i innych kierunków. Za zdegenerowany uznano również niemiecki Bauhaus, ze względu na jego internacjonalistyczny charakter i powiązania z komunistami. Początków degeneracji sztuki awangardowej dopatrywano się we francuskim symbolizmie, brytyjskim estetyzmie oraz impresjonizmie. W tym samym czasie w Niemczech władze promowały powrót do greckich oraz rzymskich wzorów sztuki, klasycyzmu, naturalizmu, konserwatywnego germańskiego symbolizmu, romantycznego realizmu i akademizmu. Z kierunków awangardowych tolerowano poszczególne nurty futuryzmu, funkcjonalizmu, niektóre formy ekspresji i abstrakcji.

## Organizacja wystawy
Organizatorem wystawy był malarz akademicki i prezes Izby Rzeszy ds. Sztuk Plastycznych Adolf Ziegler, który poprzednio kierował konfiskatami dzieł sztuki współczesnej w niemieckich muzeach i prywatnych kolekcjach, między innymi w Wallraf-Richartz-Museum w Kolonii, Folkwang-Museum w Essen, Kunsthalle w Hamburgu, Dolnosaksońskim Muzeum Krajowym w Hanowerze i w dziale sztuki współczesnej Starej Galerii Narodowej w Berlinie. Ogółem skonfiskowano ponad 17 tysięcy dzieł sztuki, z których część zgodnie z rozporządzeniem urzędów państwowych zniszczono, część sprzedano za granicę, a niewielka część trafiła na wystawę „sztuki zdegenerowanej”.

## Struktura i przebieg wystawy
Obrazy i rzeźby zostały rozmieszczone z rozmysłem chaotycznie i obok nich poumieszczano na ścianach mające je zdyskredytować teksty propagandowe lub obrazy namalowane przez osoby z niepełnosprawnością intelektualną. W tekstach tych podkreślano żydowskie pochodzenie twórców większości wystawionych obrazów. Wystawa obejmowała około 650 eksponatów, liczba zwiedzających przekroczyła 2 miliony.
Wystawa trwała od 19 lipca do 30 listopada 1937 roku. Po jej zamknięciu część eksponatów została pokazana na dwunastu wystawach w innych miastach Niemiec. Równocześnie z omawianą wystawą odbywała się w ramach obchodów Lata Monachijskiego 1937 „Pierwsza Wielka Niemiecka Wystawa Sztuki”, mająca stanowić dowód wyższości sztuki hitlerowskiej nad zgniłą sztuką awangardową.